# Hans Mock
Johann Mock, noto come Hans Mock (Vienna, 9 dicembre 1906 – 22 maggio 1982), è stato un calciatore austriaco, di ruolo centrocampista.

## Palmarès

### Club

#### Competizioni nazionali
- Coppa d'Austria: 3

Austria Vienna: 1932-1933, 1934-1935, 1935-1936

#### Competizioni internazionali
- Coppa dell'Europa Centrale: 2

FK Austria: 1933, 1936